# Plouvain Communal Cemetery
Plouvain Communal Cemetery is een begraafplaats gelegen in de Franse plaats Plouvain (Pas-de-Calais). De militaire graven worden onderhouden door de Commonwealth War Graves Commission.
De begraafplaats telt 5 geïdentificeerde Gemenebest graven uit de Tweede Wereldoorlog.